# فرودگاه استراتکلیر
فرودگاه استراتکلیر (به انگلیسی: Strathclair Airport) یک فرودگاه همگانی است که یک باند فرود چمن دارد و طول باند آن ۸۹۹ متر است. این فرودگاه در کشور کانادا قرار دارد و در ارتفاع ۵۷۲ متری از سطح دریا واقع شده است.